# Certhiidae
Certhiidae é uma família de aves passeriformes pertencentes à subordem Passeri. A taxonomia de Sibley-Ahlquist expande o grupo dos certiídeos de forma a integrar a família Troglodytidae, considerada como subfamília Troglodytinae.

## Géneros
- Certhia Linnaeus, 1758

- Commons
- Wikispecies